# Чжунму
Чжунму́ (кит. упр. 中牟, пиньинь Zhōngmù) — уезд городского округа Чжэнчжоу провинции Хэнань (КНР). Название означает «в центре — Му» и связано с тем, что на территории уезда расположена гора Мушань.

## История
Уезд Чжунму был образован ещё при империи Хань. В 200 году в этих местах состоялась битва при Гуаньду.
При империи Суй уезд был переименован в Нэйму (内牟县, «внутри — Му»), но при империи Тан ему было возвращено прежнее название.
В 1949 году был образован Специальный район Чэньлю (陈留专区), и уезд вошёл в его состав. В 1952 году Специальный район Чэньлю был присоединён к Специальному району Чжэнчжоу (郑州专区). В 1954 году правление Специального района Чжэнчжоу переехало в Кайфэн, и он стал называться Специальный район Кайфэн (开封专区). В 1970 году Специальный район Кайфэн был переименован в Округ Кайфэн (开封地区). В 1983 году Округ Кайфэн был расформирован, и уезд Чжунму был передан в состав городского округа Чжэнчжоу.

## Административное деление
Уезд делится на 3 уличных комитета, 15 посёлков и 1 волость.